# K+S

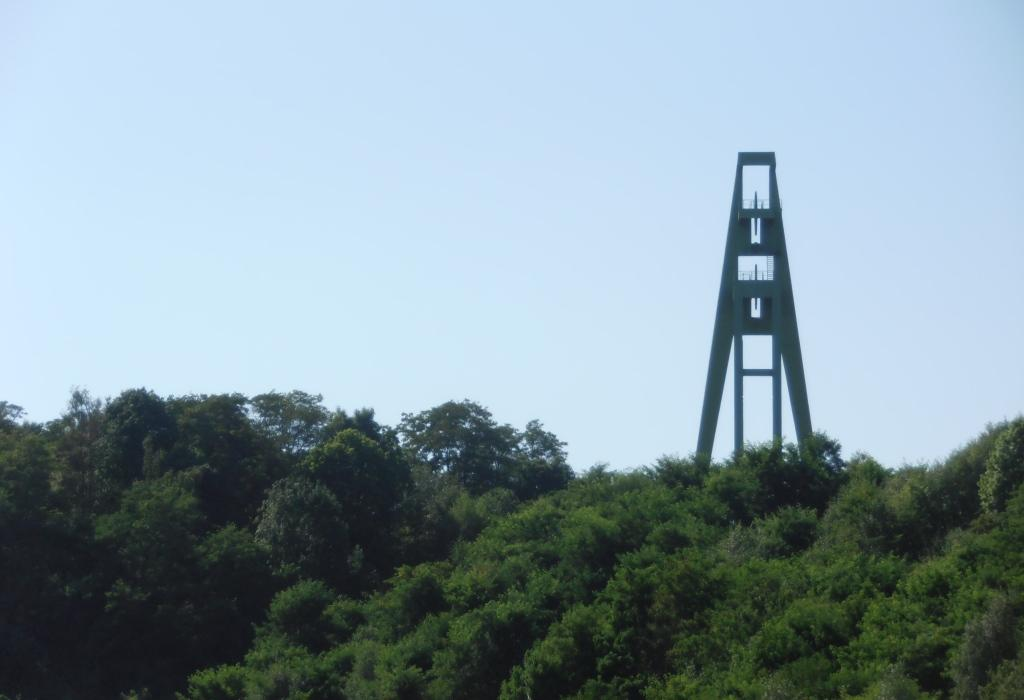
Une mine à Bad Salzdetfurth

K+S est une entreprise minière allemande spécialisée dans la fourniture de potasse et de sel gemme pour des applications industrielles et agricoles. K+S est principalement active en Europe et en Amérique du Sud, elle emploie environ 14 000 personnes de par le monde, et fait partie de l'indice allemand MDAX.

## Historique
À la suite du rachat de Rohm and Haas par Dow Chemicals, K+S acquiert Morton Salt, ancienne filiale de Rohm and Haas, pour 1,68 milliard de dollars.
En 1990, la Treuhand (organisme chargé de la privatisation des biens de l'ex-République démocratique allemande (RDA) après la réunification du pays) réunit toutes les mines de potasse et les cède à leur concurrent de l'ouest, K+S. Celle-ci décide aussitôt d’arrêter leur activité. Les exemples tels que celui-ci ont fortement contribué à répandre l'idée que la Treuhand visait notamment à éliminer du marché toute concurrence susceptible de faire baisser les marges des groupes ouest-allemands.

## Activité
K+S signifie "Kali und Salz" (Potasse et Sel en allemand), deux matières premières qui sont au cœur de l’activité du groupe. Le groupe K+S est l’un des principaux fournisseurs mondiaux de fertilisants spéciaux et standards. Sur le marché du sel, K+S est le premier producteur mondial, avec une présence en Europe et en Amérique du Nord et du Sud.
Le groupe K+S emploie plus de 15 000 personnes dans le monde et réalise un chiffre d’affaires d’environ 4 milliards d’euros en 2013. K+S est coté sur toutes les places boursières allemandes et est inscrit au DAX depuis le 22 septembre 2008.

## Structure
Les produits produits et commercialisés par le groupe K+S au travers de ses différentes activités sont les suivants :
- K+S KALI : Sels de potasse et de magnésium pour la production d‘engrais pour l‘agriculture (marques EPSO, ESTA Kieserit, Korn-Kali, Patentkali, KALISOP…) et de produits intermédiaires pour des applications techniques, industrielles et pharmaceutiques
- K+S Nitrogen : Engrais azotés et complexes pour les grandes cultures, le maraîchage, l’arboriculture et la viticulture (marques Basammon, Entec, Nitrophoska…)
- COMPO : Engrais et spécialités pour le jardin amateur (marque Algoflash en France), les espaces verts, les cultures ornementales, la vigne, les fruits et légumes, les grandes cultures et les cultures spéciales (marques Novatec, Floranid, Blaukorn, Basatop, Hakaphos…)
- Esco (Europe), SPL (Amériques), Morton Salt (États-Unis, Canada) : sels alimentaires (sels de table sous la marque Cérébos en France), sels pour les industries agro-alimentaires) et non alimentaires à usages domestiques (adoucissement de l’eau sous la marque AXAL en France), industriels (électrolyse, teinturerie, tanneries, élevage pêcherie…), pharmaceutiques (perfusion, dialyse, formulation…), collectifs (déneigement)

Le groupe K+S propose aussi une gamme de services complémentaires :
- K+S Entsorgung : Stockage et gestion de déchets dans les mines de sels et potasse en fin d’exploitation, recyclage de matériaux
- KTG : Manutention, affrètement maritime, containers, camions service en douane
- Granulation de produits d’hygiène animale (litière pour chats Catsan)
- CFK : Négoce de produits chimiques